# Lamprosema pervulgalis
Lamprosema pervulgalis là một loài bướm đêm trong họ Crambidae.